# (11966) Plateau
(11966) Plateau (1994 PJ20) – planetoida z pasa głównego asteroid okrążająca Słońce w ciągu 4,77 lat w średniej odległości 2,83 j.a. Odkryta 12 sierpnia 1994 roku.